# Žabari (Valjevo)
Žabari (Servisch: Жабари) is een plaats in de Servische gemeente Valjevo. De plaats telt 452 inwoners (2002).

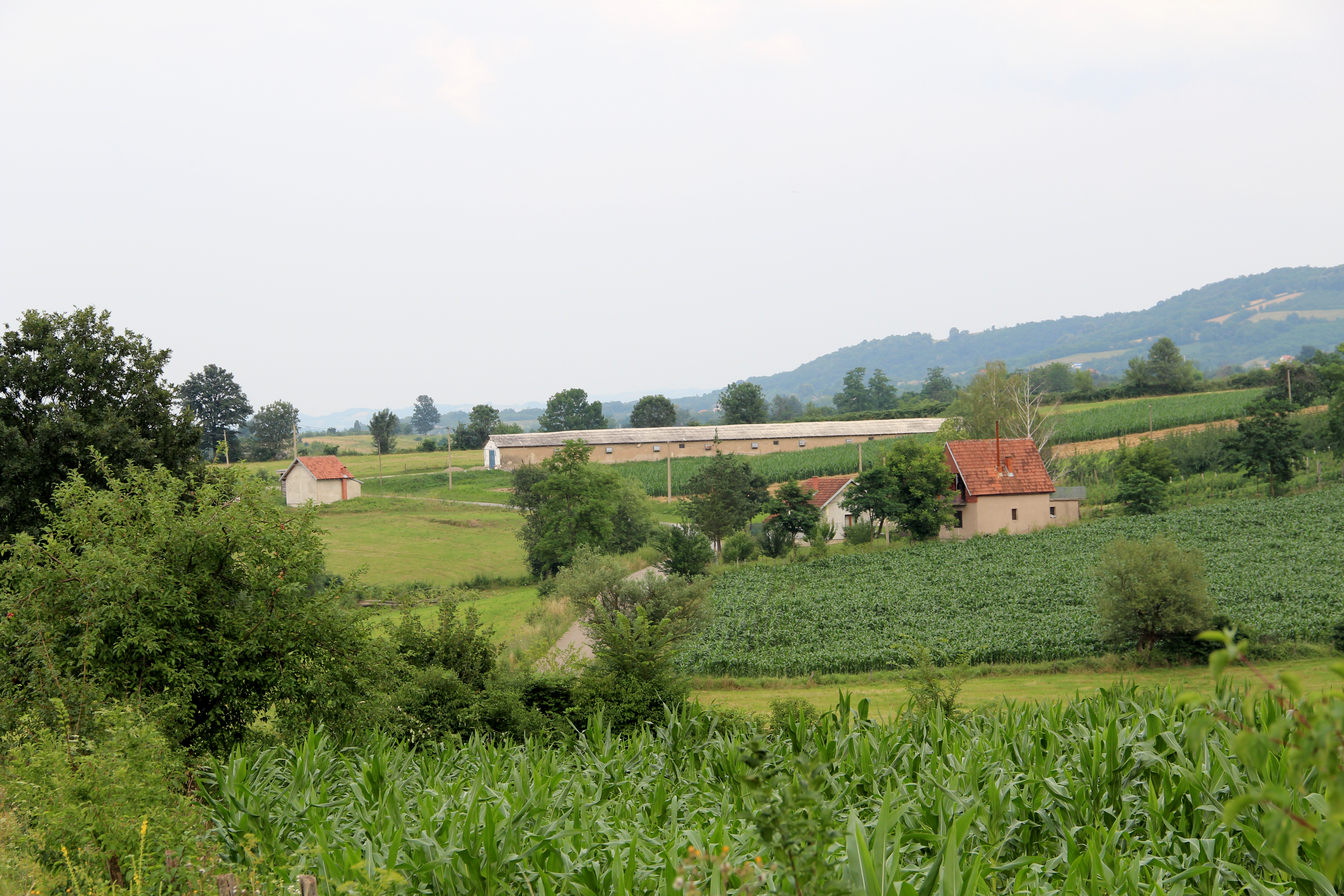
Žabari - panorama
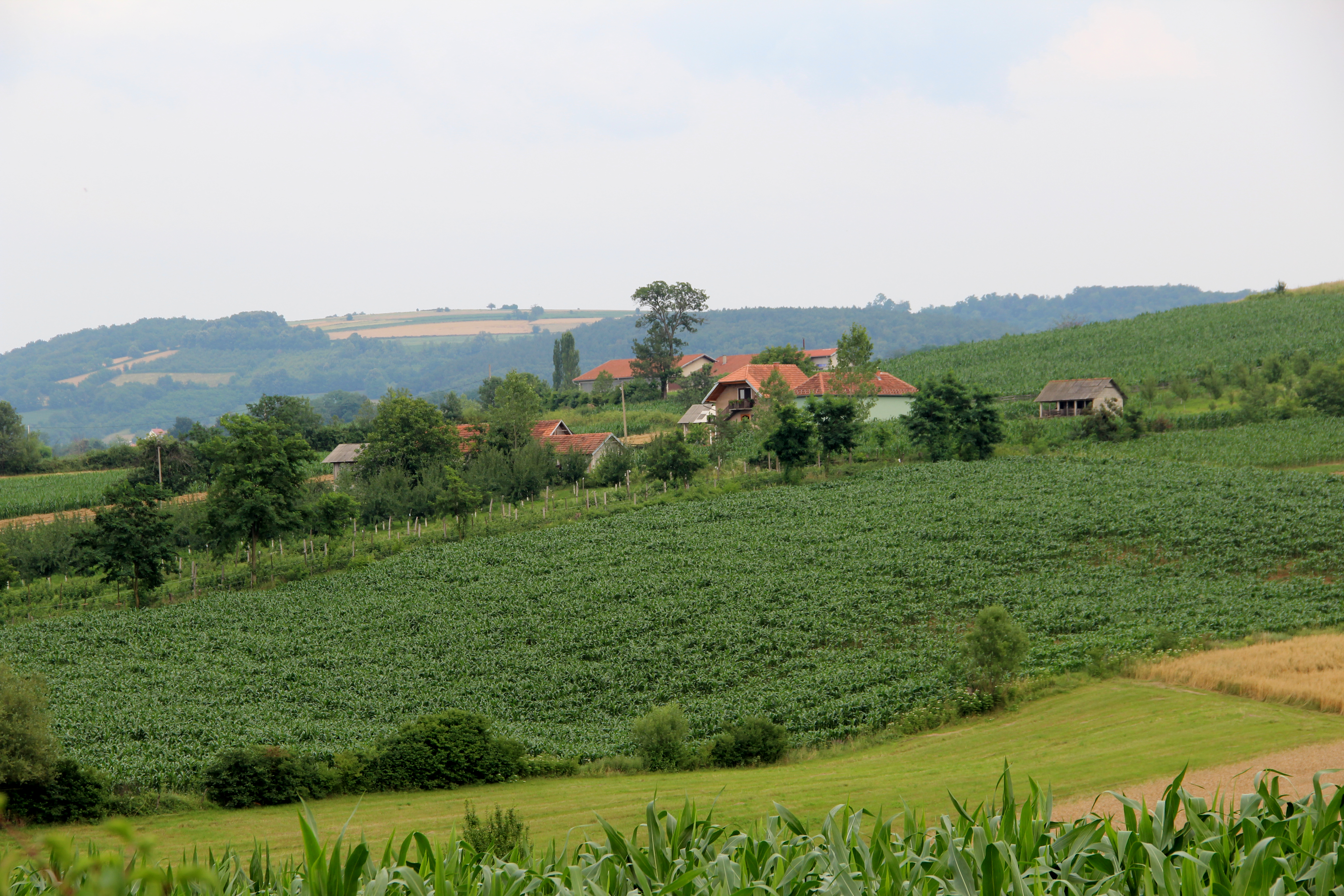
Žabari - panorama
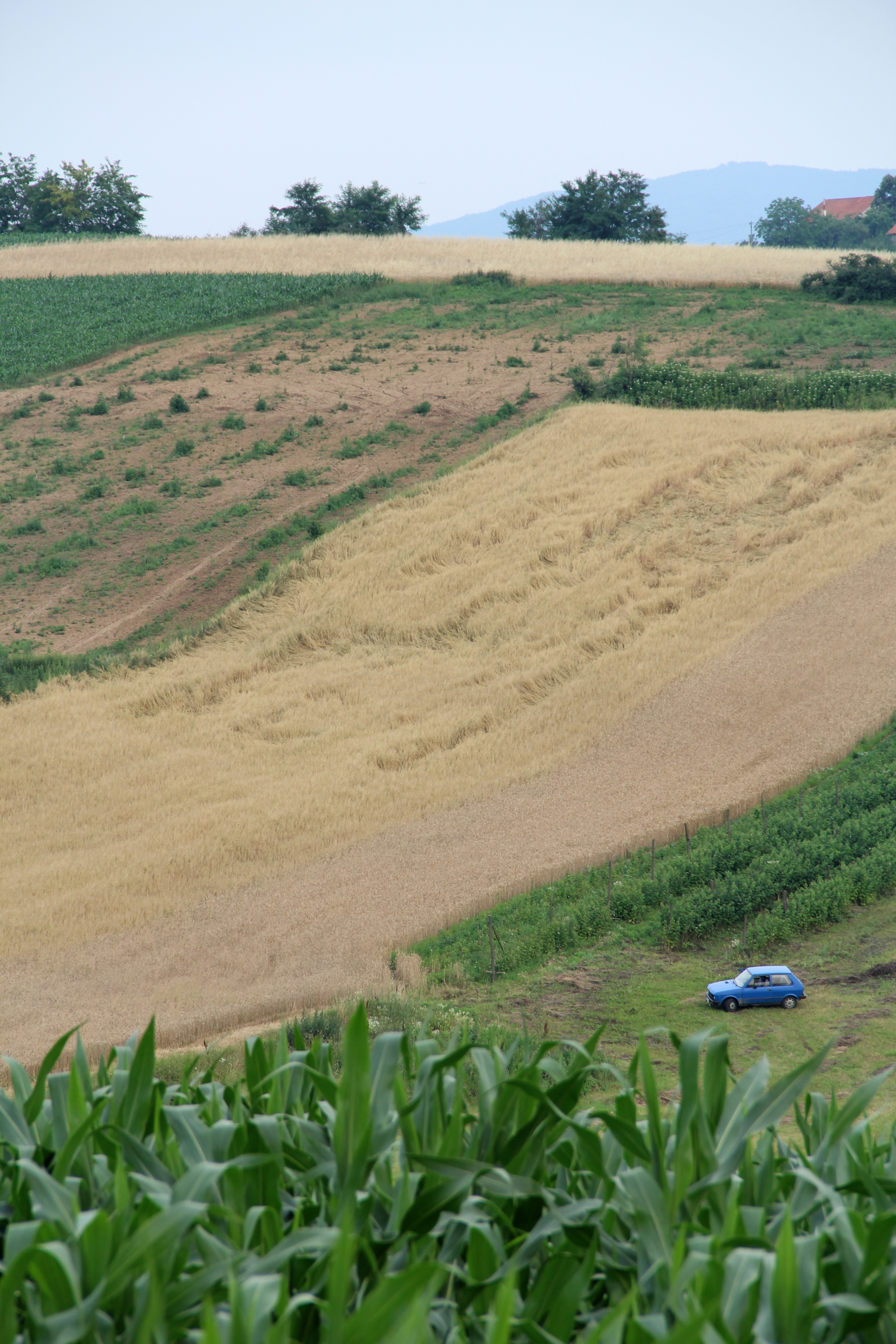
Žabari - panorama
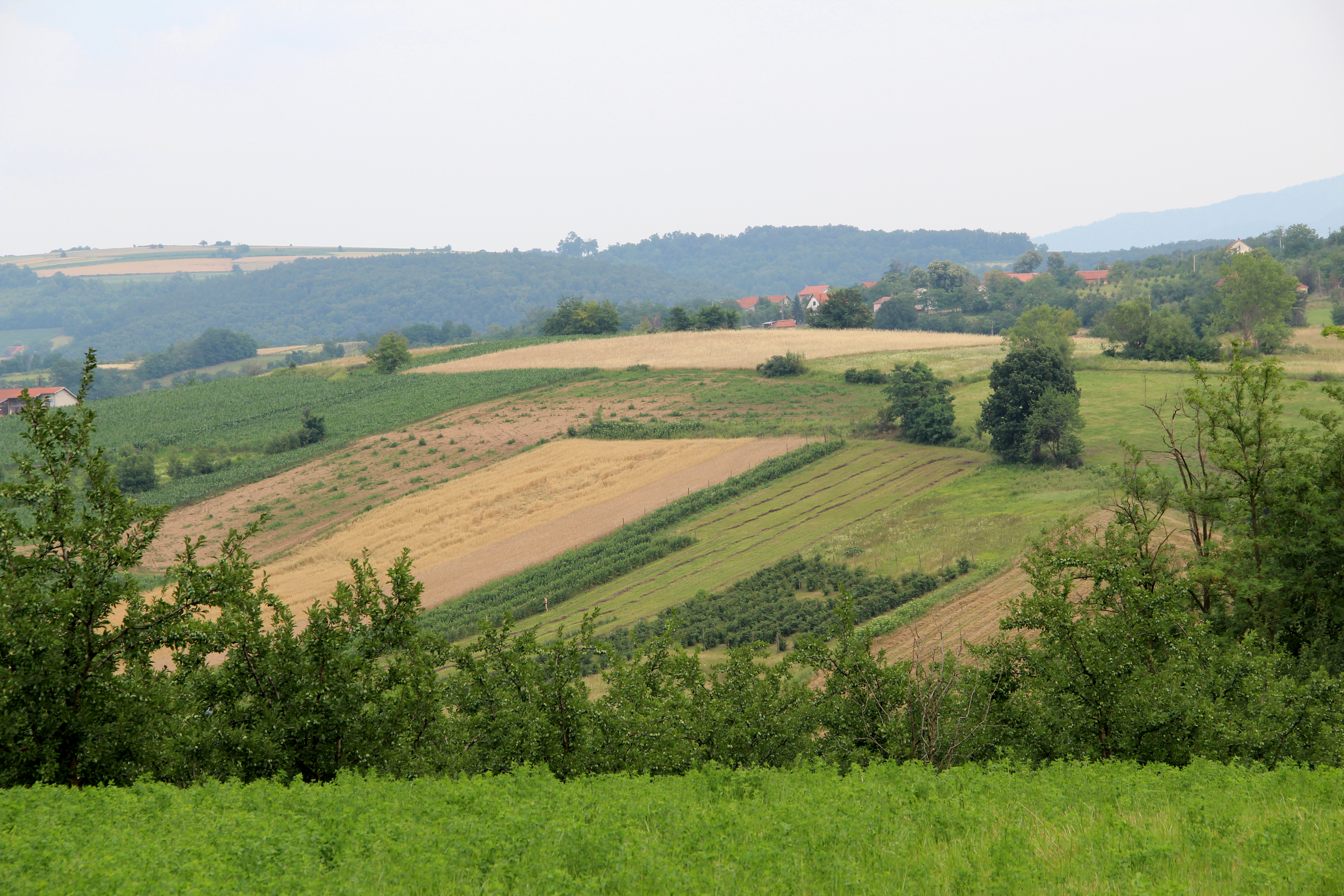
Žabari - panorama
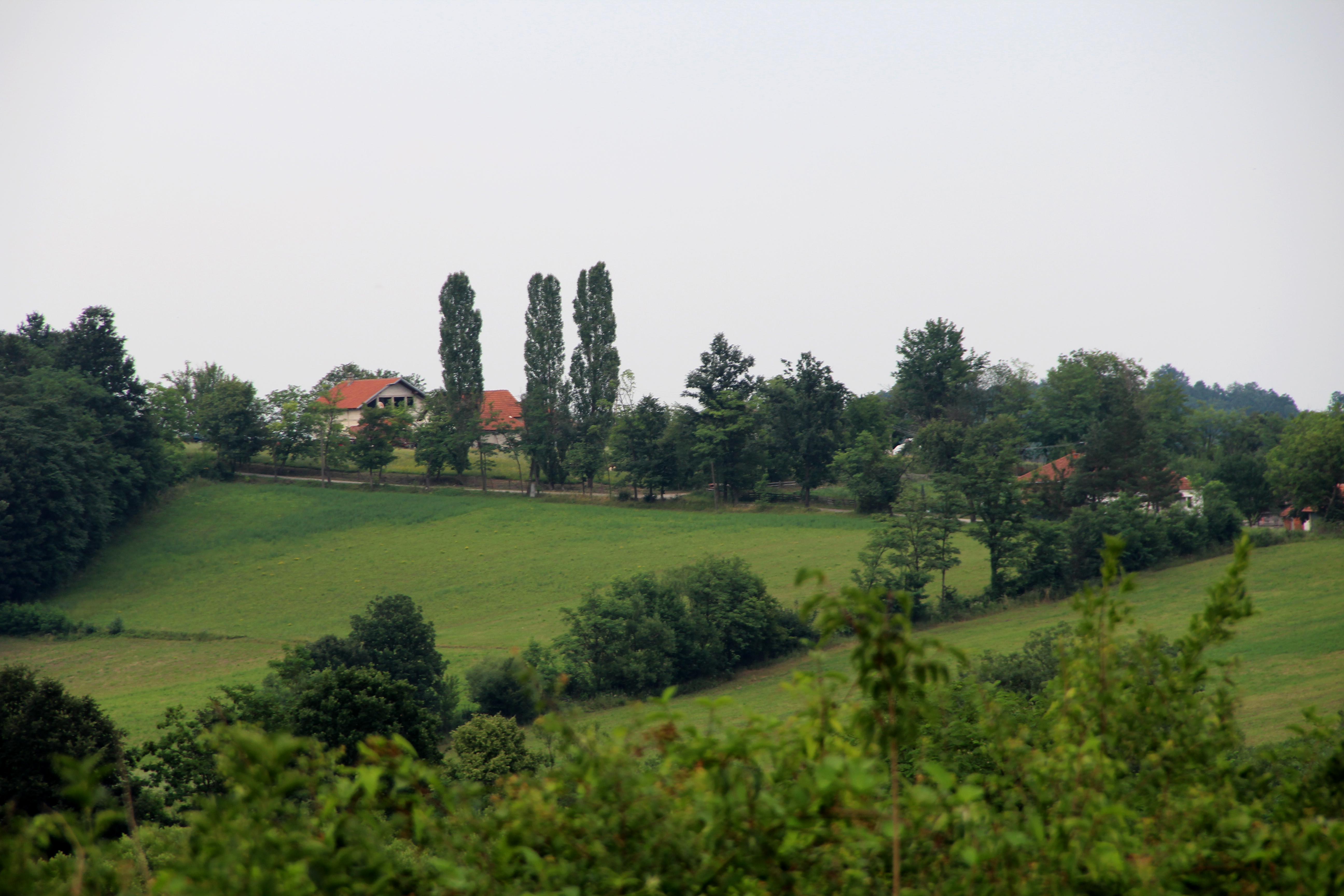
Žabari - panorama
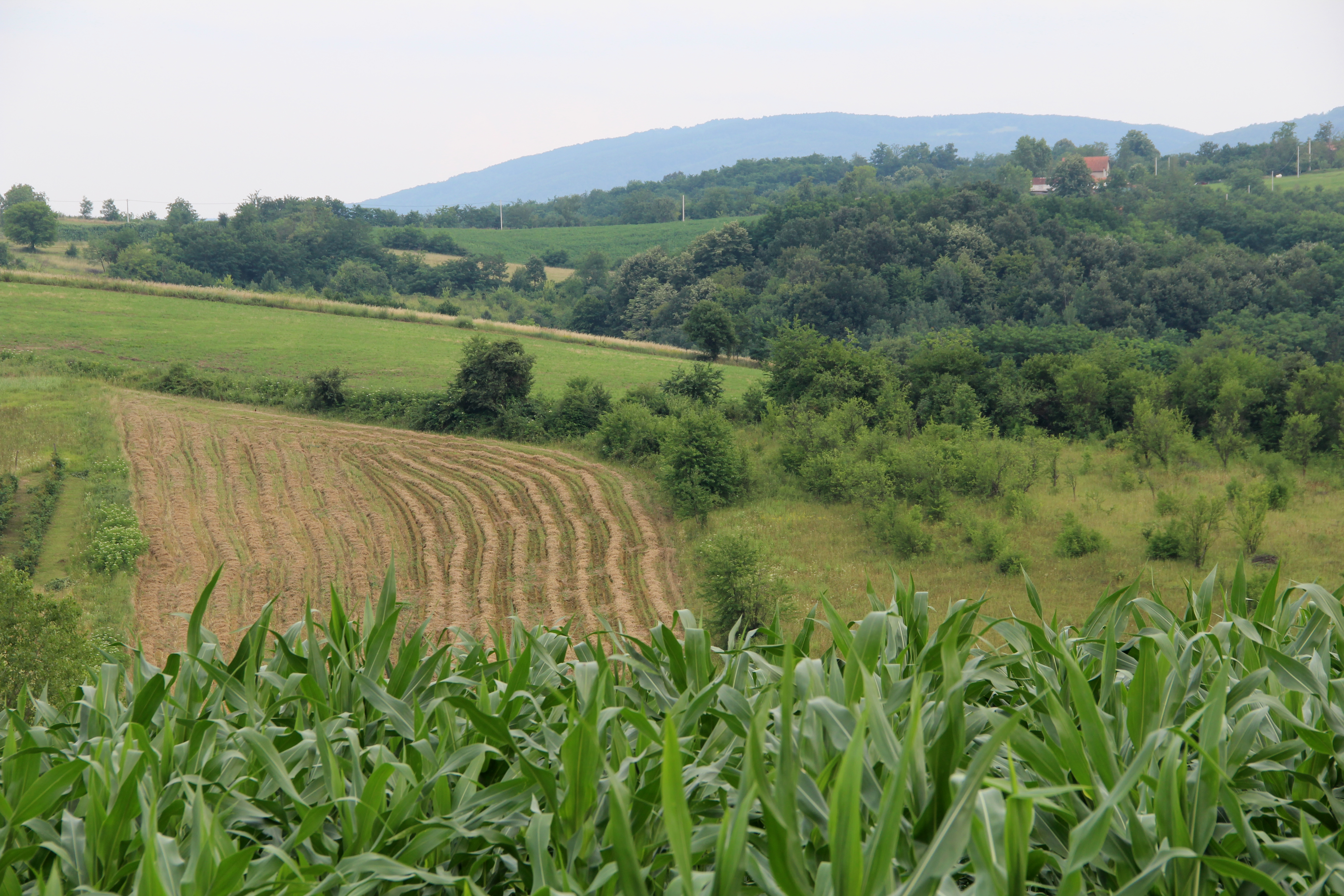
Žabari - panorama
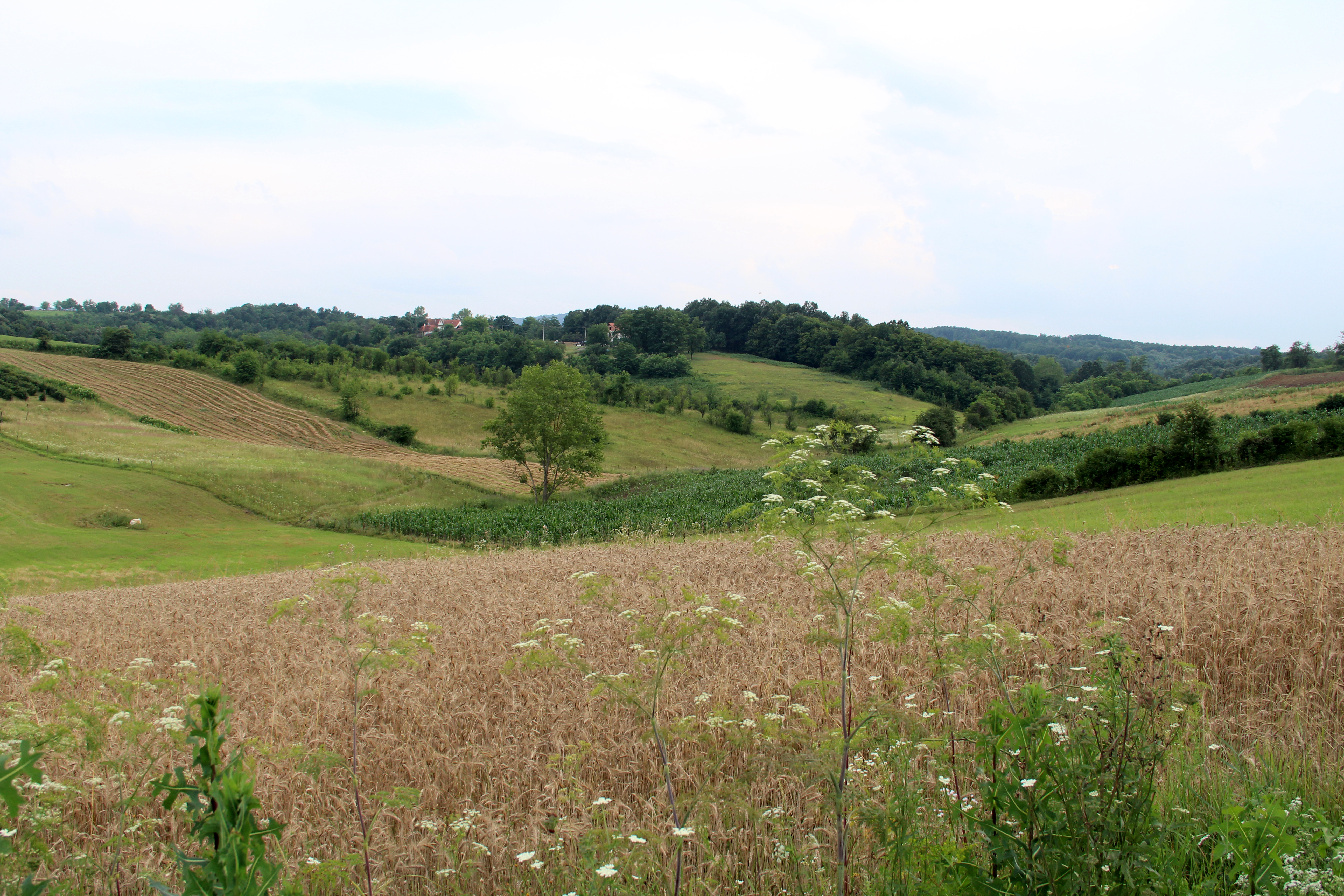
Žabari - panorama
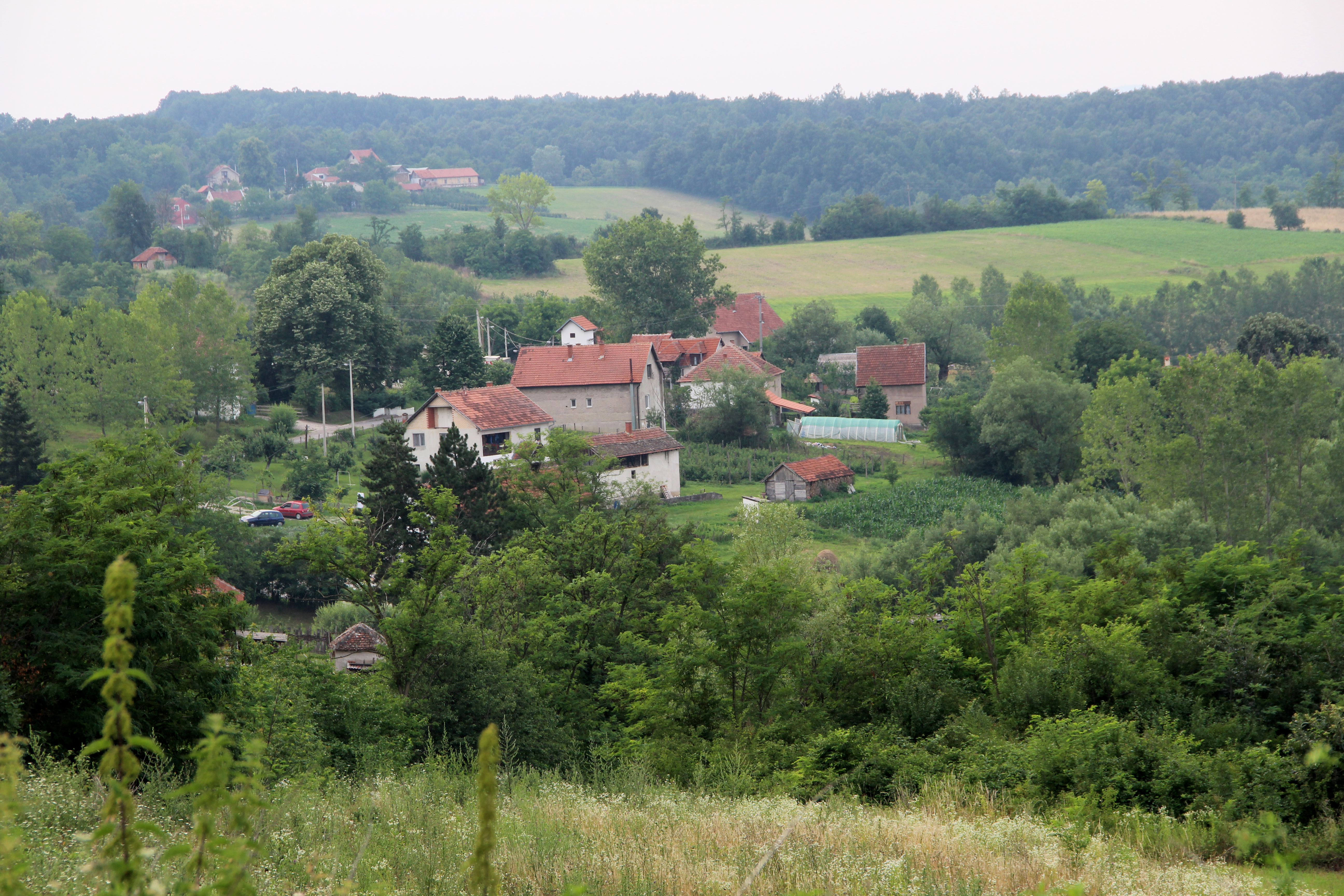
Žabari - panorama
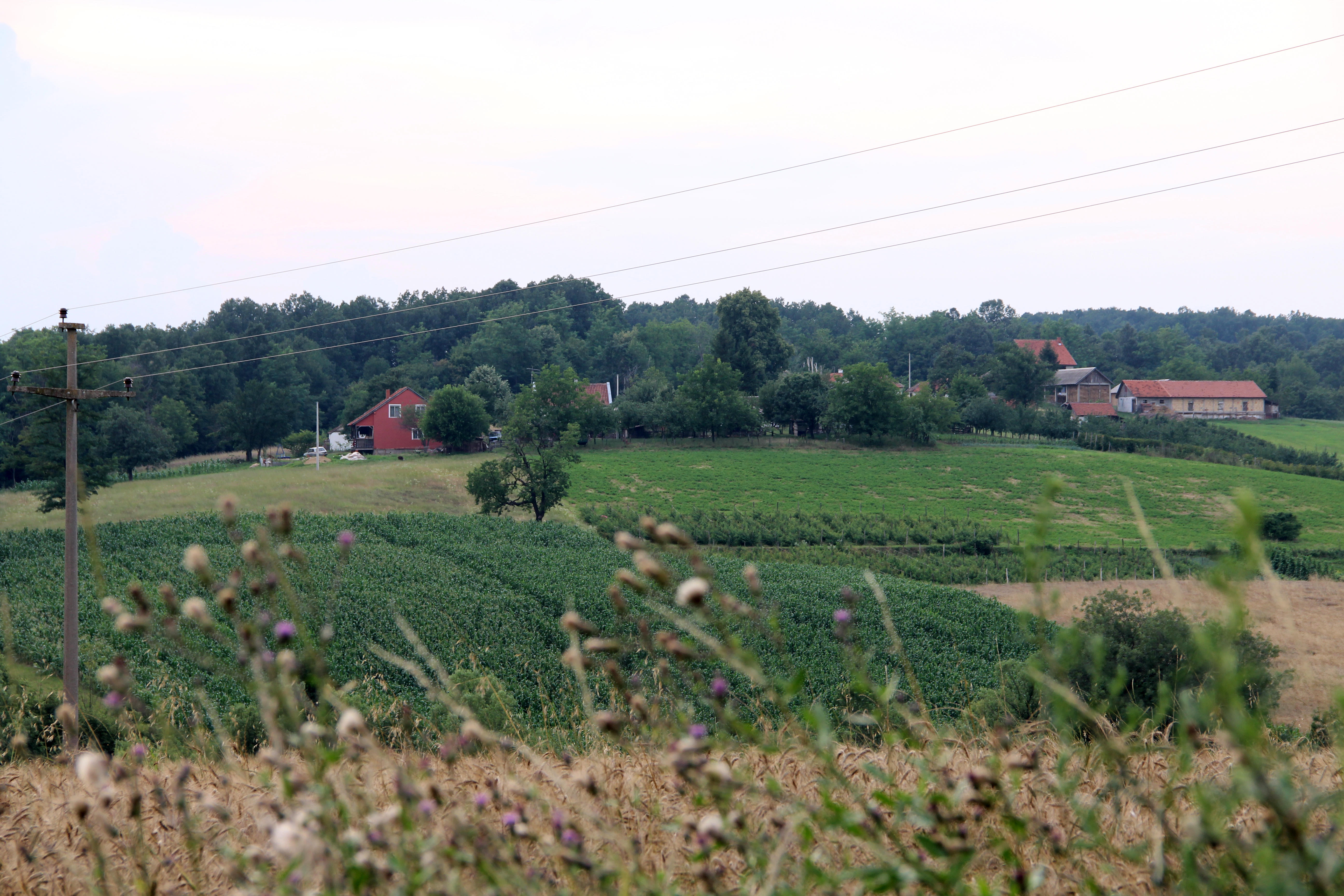
Žabari - panorama
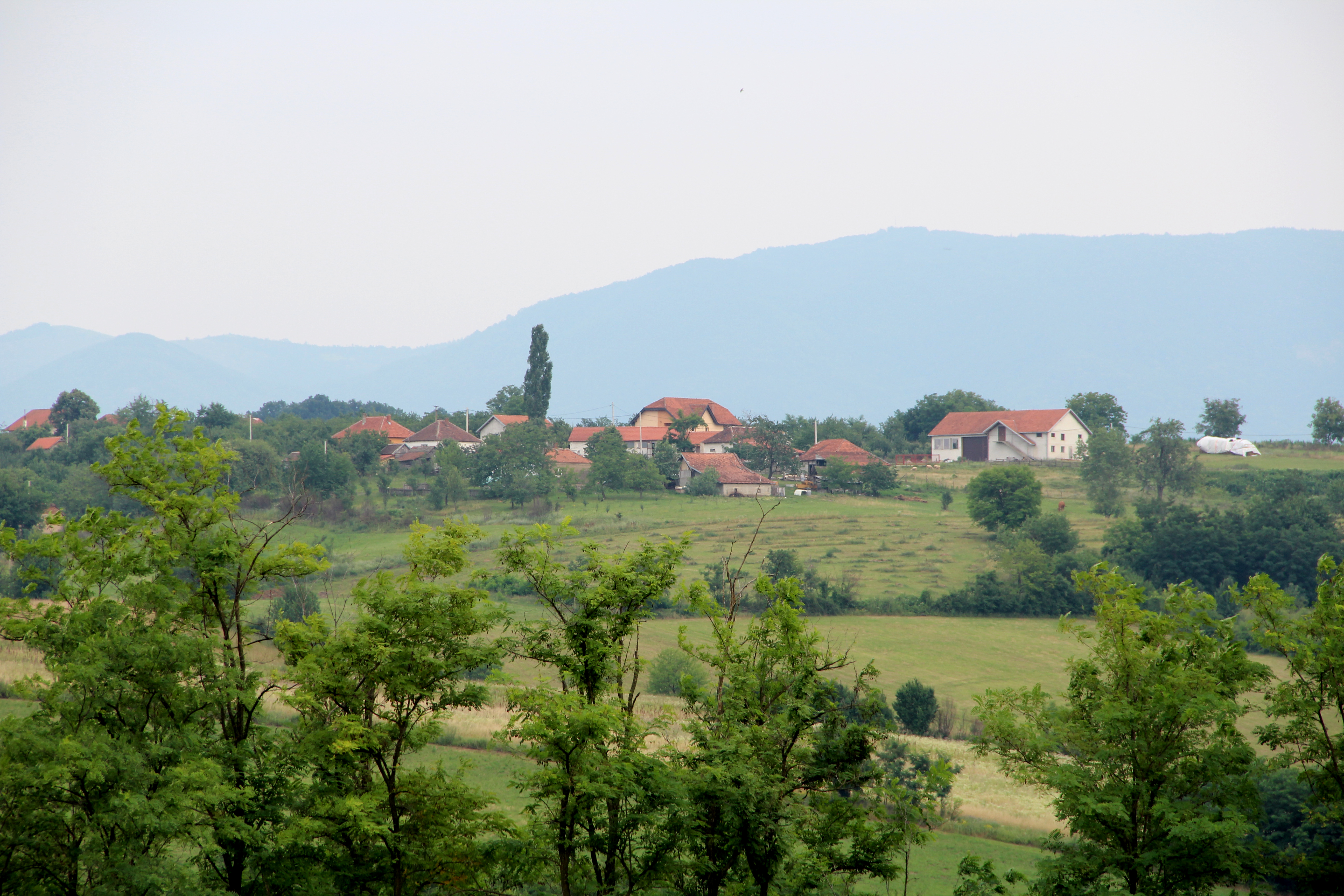
Žabari - panorama
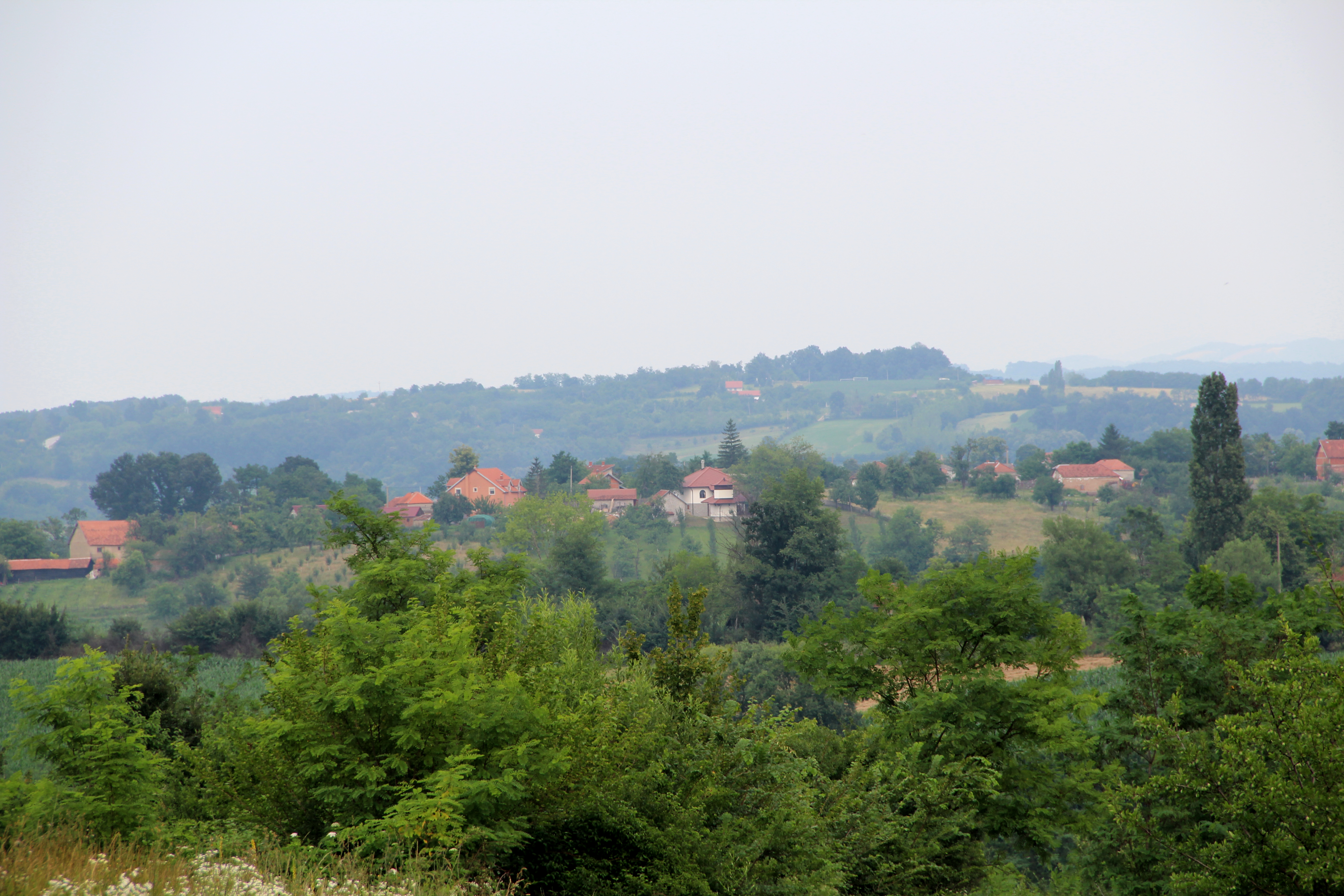
Žabari - panorama
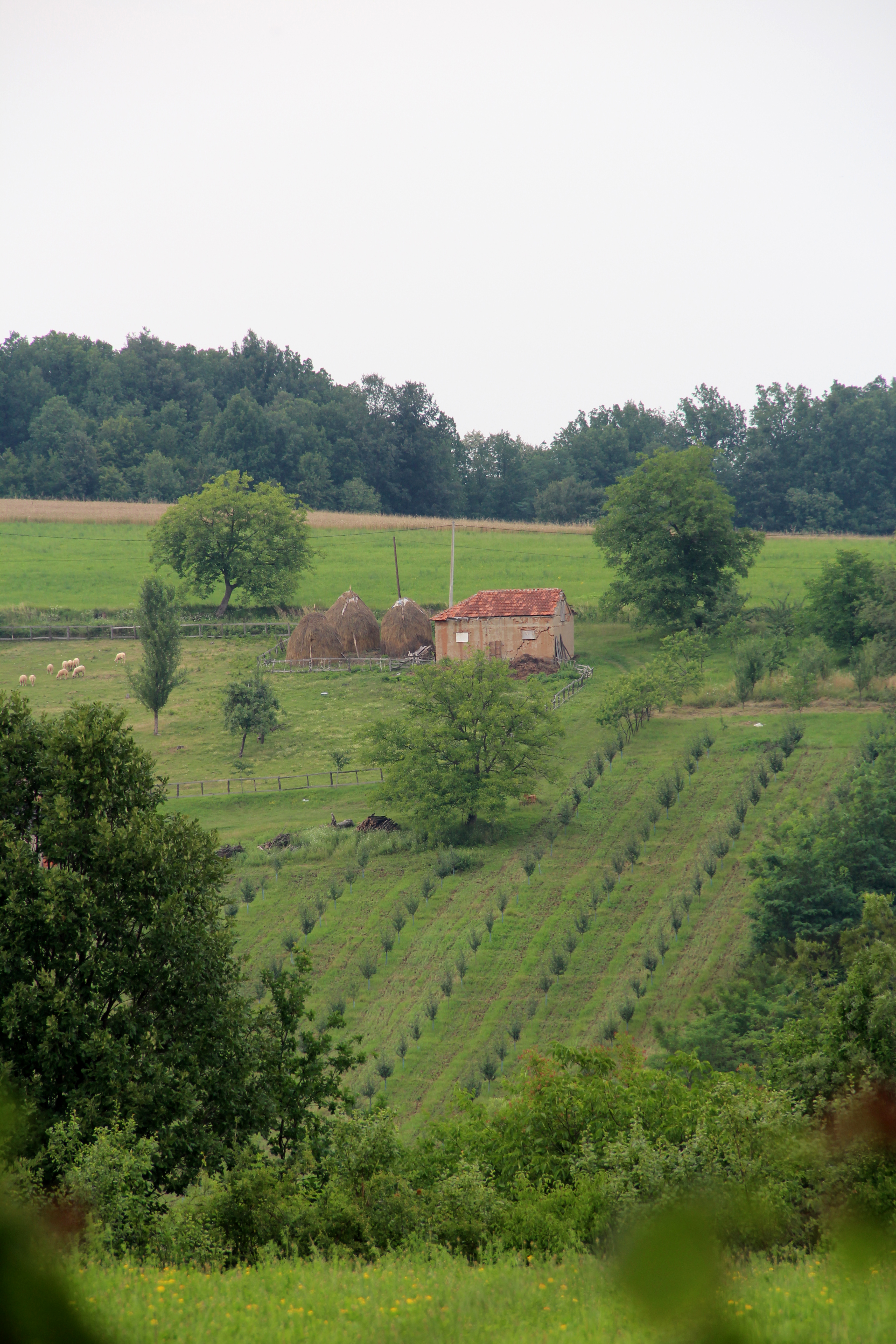
Žabari - panorama